# Communauté de communes des Gorges du Tarn et des Grands Causses
La Comm Comm des Gorges du Tarn et Gds Causses est une ancienne communauté de communes française, située dans le département de la Lozère et la région Occitanie.

## Historique
Elle est créée le 30 juillet 2002.
Le schéma départemental de coopération intercommunale, arrêté par le préfet de la Lozère le 29 mars 2016, prévoit la fusion de la communauté de communes des Gorges du Tarn et des Grands Causses avec les communautés de communes Florac Sud Lozère et de la Vallée de la Jonte, plus la commune des Vignes à partir du 1er janvier 2017.
Le 1er janvier 2017, la communauté de communes rejoint la communauté de communes Gorges Causses Cévennes.

## Territoire communautaire

### Composition
Elle était composée des cinq communes suivantes  :
| Nom                   | Code Insee | Gentilé      | Superficie (km2) | Population (dernière pop. légale) | Densité (hab./km2) |
| --------------------- | ---------- | ------------ | ---------------- | --------------------------------- | ------------------ |
| Sainte-Enimie (siège) | 48146      | Santrimiols  | 87,34            | 529 (2014)                        | 6,1                |
| La Malène             | 48088      | Malénais     | 40,68            | 153 (2014)                        | 3,8                |
| Mas-Saint-Chély       | 48141      | Mas-Chélyens | 56,81            | 119 (2014)                        | 2,1                |
| Montbrun              | 48101      | Montbrunels  | 29,97            | 109 (2014)                        | 3,6                |
| Quézac                | 48122      | Quézacais    | 26,91            | 337 (2014)                        | 13                 |

### Démographie
| 2011  | 2012  | 2013  |
| ----- | ----- | ----- |
| 1 268 | 1 256 | 1 249 |